# 스오국

스오 국

스오국(일본어: 周防国 스오노쿠니[*])은 일본 산요도에 있던 옛 구니이다. 현재의 야마구치현 동부 대부분에 해당한다. 보슈(防州)라고도 한다. 《엔기시키》에는 상국(上國)ㆍ원국(遠國)으로 격이 분류되어 있다. 후지와라노미야(후지와라쿄) 유적에서 발견된 목간에는 周方國 또는 周防國으로 표기되어 있으며, 헤이죠노미야(헤이조쿄) 유적에서 발견된 목간에는 周芳國 또는 周防國으로 표기되어 있다.

## 연혁
7세기에 스오 국(周芳國)으로서 설치되어 7세기말에 스오(周防)로 개칭했다. 《일본서기(日本書紀)》에 나오는 덴무(天武) 10년(681년)에 "스오 국에서 붉은 거북을 바쳤다."는 기록이 스오 국에 대한 가장 오래된 기록이며, 《속일본기(續日本紀)》 몬무(文武) 원년(697년)에는 周防로 표기되었으나 이듬해에는 周芳으로 바뀌고 있으며, 지금과 같은 周防으로 바뀐 것은 8세기 초두의 일로 추정된다. 스오 국은 오시마(大島)ㆍ쿠마게(熊毛)ㆍ쓰노(都濃)ㆍ사와(佐波)ㆍ요시키(吉敷)의 다섯 군으로 이루어져 있었으며, 요로(養老) 5년(721년)에 쿠마게군에서 쿠가군(玖珂郡)이 나뉘어 여섯 군이 되었다.
7세기대에 스오 국에는 지금의 히카리(光) 시 다이와쵸(大和町)와 다부세쵸(田布施町)의 경계에 있는 표고 약 360미터의 이와키(石城) 산에 산성이 수축되었다. 이를 학술용어로는 코우고이시(神籠石)라고 부른다. 이와키 산 꼭대기에는 《엔기시키(延喜式)》내사(內社)조에 기록되어 있는 이시가키 신사가 자리하고 있으며, 그 본전은 오늘날 일본의 중요문화재로 지정되어 있다.
중세에 들어서도 세력 변천이 그렇게 크지 않았던 스오 국은 가마쿠라 시대에는 싯켄(執權) 호조씨 집안의 지배를 받았고, 가마쿠라 막부가 멸망한 뒤에는 슈고(守護) 오우치씨(大內氏) 집안의 지배를 받았으며, 에도 시대에 이르러 모리씨(毛利氏) 집안의 영토로서 메이지 유신까지 이어졌다.

## 군
- 오시마군(大島郡)
- 구가군(玖珂郡)
721년 熊毛郡에서 분리.
- 구마게군(熊毛郡)
- 쓰노군(일본어판)(都濃郡)
- 사바군(일본어판)(佐波郡)
- 요시키군(吉敷郡)